# Tua Boca
Tua Boca é uma canção do cantor e compositor brasileiro Itamar Assumpção, gravada originalmente por ele em 1993 e incluida em seu álbum Bicho de Sete Cabeças Vol II. A canção também foi regravada por Zélia Duncan e Ana Cañas.

## Versão de Zélia Duncan
Em seu nono álbum de estúdio, a cantora brasileira Zélia Duncan regravou a música. O álbum é um tributo a Itamar Assumpção, de quem Duncan já havia cantado outras músicas em álbums passados. O álbum foi lançado em 27 de novembro de 2012. "Tua Boca" foi escolhida como o primeiro single do álbum. Não foi gravado um videoclipe para a canção. A canção é interpretada ao vivo nos shows da turnê que promove o álbum.

## Versão de Ana Cañas
A cantora Ana Cañas fez um dueto com o cantor Chico Chico em sua versão de "Tua Boca" que foi incluída em seu quinto álbum de estúdio, Todxs, lançado em novembro de 2018.